# Departamento de Hauts-Plateaux
Hauts-Plateaux es un departamento de la región Oeste de Camerún. En noviembre de 2005 tenía una población censada de 80 678 habitantes.
Está formado por los siguientes municipios:
- Baham 19,680
- Bamendjou 34,269
- Bangou 15,787
- Batié 10,942